# Méziré
Méziré (deutsch früher Miserach) ist eine französische Gemeinde mit 1268 Einwohnern (Stand: 1. Januar 2022) im Territoire de Belfort in der Region Bourgogne-Franche-Comté. Die Bewohner werden Mézirois und Méziroises genannt.

## Geographie
Méziré liegt auf 340 m Höhe, etwa 12 Kilometer südsüdöstlich der Stadt Belfort (Luftlinie). Das Dorf erstreckt sich im Flachland der Burgundischen Pforte, am östlichen Rand des Beckens von Montbéliard, am Rand der Talebene des Allan und am Westrand der Hochfläche des Bois de la Voivre.
Die Fläche des 3,91 km² großen Gemeindegebiets umfasst einen Abschnitt der nur schwach reliefierten Landschaft im Bereich der Burgundischen Pforte (Trouée de Belfort). Die westliche Grenze verläuft entlang dem Allan, der in einem großen Bogen durch die Talebene nach Westen zum Doubs fließt. Diese Talebene weist eine Breite von mehr als einem Kilometer auf. Darin befindet sich auch die Wasserstraße des Rhein-Rhône-Kanals. Vom Flusslauf erstreckt sich das Gemeindeareal ostwärts über die Talaue und den Hang von Méziré bis in das ausgedehnte Waldgebiet des Bois de la Voivre, das den nördlichen Rand der Tafeljuraflächen einnimmt. Hier wird mit 395 m die höchste Erhebung von Méziré erreicht.
Zu Méziré gehört die Siedlung La Vacherie (340 m) am südlichen Ortsrand. Nachbargemeinden von Méziré sind Bourogne im Norden, Morvillars im Osten, Badevel und Dampierre-les-Bois im Süden, Fesches-le-Châtel im Südwesten sowie Allenjoie im Westen.

## Geschichte
Erstmals urkundlich erwähnt wird Méziré im Jahr 1317. Mitte des 14. Jahrhunderts gelangte das Dorf unter die Oberhoheit der Habsburger. Es gehörte zur Herrschaft Morvillars, die später im Besitz der Familie La Bassinière war. Zusammen mit dem Sundgau kam Méziré mit dem Westfälischen Frieden 1648 an die französische Krone. Ende des 17. Jahrhunderts begann die Industrialisierung. Die Adelsfamilie La Bassinière gründete an der Allaine im heutigen Grenzbereich von Méziré und Morvillars ein Schmiedewerk und eine Drahtzieherei, die später in den Besitz der Fabrikantenfamilien Viellard und Migeon übergingen. Seit 1793 gehörte Méziré zum Département Haut-Rhin, verblieb jedoch nach dem Deutsch-Französischen Krieg 1871 als Teil des arrondissement subsistant du Haut-Rhin im Gegensatz zum restlichen Elsass bei Frankreich. An das französische Eisenbahnnetz wurde Méziré 1868 angeschlossen, als die Linie Montbéliard-Morvillars eröffnet wurde. Seit 2000 war Méziré zunächst Teil des Gemeindeverbandes Communauté d’Agglomération Belfortaine, der 2017 in die Grand Belfort Communauté d’Agglomération aufging.

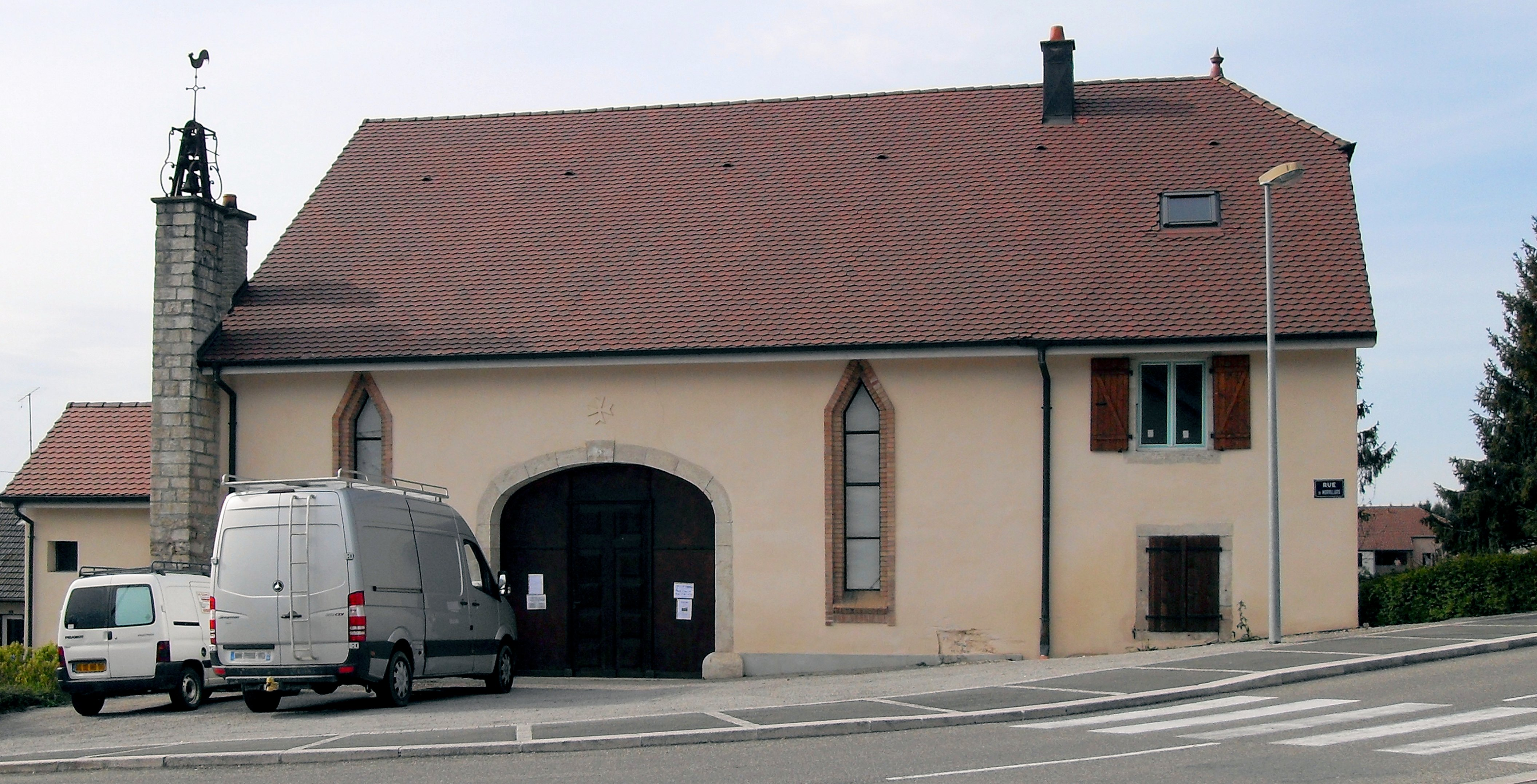
Kapelle Saint-Étienne

## Sehenswürdigkeiten
Die Dorfkapelle Saint-Étienne wurde in einem ehemaligen Bauernhaus eingerichtet. Zu den Kulturdenkmälern der Industriegeschichte zählen das alte Schmiedewerk (18. Jahrhundert) und die Villa La Vieille Maison (19. Jahrhundert).

## Bevölkerung
| Jahr      | 1962 | 1968 | 1975 | 1982 | 1990 | 1999 | 2007 | 2013 | 2020 |
| Einwohner | 978  | 1090 | 1252 | 1326 | 1150 | 1255 | 1366 | 1400 | 1294 |

Mit 1268 Einwohnern (1. Januar 2022) gehört Méziré zu den kleineren Gemeinden des Départements Territoire de Belfort. Nachdem die Einwohnerzahl in der ersten Hälfte des 20. Jahrhunderts abgenommen hatte (1911 wurden noch 1219 Personen gezählt), wurde von 1960 bis 1980 und wieder ab den 1990er Jahren ein Bevölkerungswachstum verzeichnet.

## Wirtschaft und Infrastruktur
Méziré entwickelte sich schon früh zu einer industriell geprägten Gemeinde. Größere Industrie- und Gewerbezonen befinden sich entlang der Allaine an der Grenze zu Morvillars. Aus der eisenverarbeitenden Industrie ging die Société VMC-Pêche (Viellard, Migeon et Compagnie) hervor, die sich auf die Fabrikation von Angelhaken spezialisiert hat. Im Weiteren gibt es ein Unternehmen der Nahrungsmittelverarbeitung sowie verschiedene Betriebe des Kleingewerbes. Viele Erwerbstätige sind auch Wegpendler, die in den Agglomerationen Belfort und Montbéliard ihrer Arbeit nachgehen.
Die Ortschaft liegt abseits der größeren Straßenverbindungen an einer Departementsstraße, die von Morvillars nach Fesches-le-Châtel führt. Der nächste Anschluss an die Autobahn A36 befindet sich in einer Entfernung von ungefähr sechs Kilometern. Mittlerweile wurde die Eisenbahnlinie Montbéliard-Morvillars stillgelegt. Durch eine Buslinie ist Méziré mit Montbéliard verbunden.